# Hitchcock Motor Car Company
Hitchcock Motor Car Company war ein US-amerikanischer Hersteller von Automobilen.

## Unternehmensgeschichte
Das Unternehmen wurde im Sommer 1907 in Warren in Ohio gegründet. Beteiligt waren T. M. Burton, Herbert E. Craig, W. H. Creahen, J. A. Hitchcock und S. E. Wannamaker. Sie begannen mit der Produktion von Automobilen. Der Markenname lautete Hitchcock. 1908 endete die Produktion. Insgesamt entstanden nur wenige Fahrzeuge.

## Fahrzeuge
Im Angebot stand nur ein Modell, das einen Zweizylinder-Zweitaktmotor hatte. Er stammte von Speedwell und war luftgekühlt. Die Motorleistung von 20 PS wurde über ein Friktionsgetriebe an die Hinterachse übertragen.